# Klára Koukalová
Klára Koukalová (Praga, 24 febbraio 1982) è un'ex tennista ceca.
Destrorsa, il suo colpo migliore è il rovescio a due mani. Considera la sua superficie preferita l'erba, anche se ha raggiunto gli ottavi al Roland Garros 2012 sulla terra rossa. In carriera ha anche vinto tre tornei WTA in singolare ('s-Hertogenbosch e Portorose nel 2005 e Florianópolis 2014) e 4 in doppio ('s-Hertogenbosch, Båstad, Shenzen e Hobart).

## Vita privata
Nel giugno 2006 si è sposata con il calciatore Jan Zakopal e da quella data ha utilizzato il cognome Zakopalová; a seguito del divorzio tra i due avvenuto nel 2014 ha ripreso ad utilizzare il cognome da nubile.

## Carriera
Il 20 maggio 2001, perde la prima finale WTA ad Antwerp, sconfitta 6-3, 6-2 da Barbara Rittner. Il 14 luglio 2002, perde contro Patricia Wartusch la finale a Casablanca, per 5-7, 6-3, 6-3. Il 2 agosto 2003, viene sconfitta 6-2 6-0 da Anna Smashnova nella finale di Sopot. All'Australian Open 2003, viene sconfitta al terzo turno. Nel 2004 perde due finale: la prima a s'Hertogenbosch contro Mary Pierce 7-6, 6-2, la seconda a Sopot contro Flavia Pennetta 7-5, 3-6, 6-3. Il 18 giugno 2005, vince il primo titolo WTA a s'Hertogenbosch, battendo 3-6, 6-2, 6-2 la connazionale Lucie Šafářová. A Palermo, perde la finale contro Anabel Medina Garrigues 6-4, 6-0. A Portorose, vince il secondo titolo dell'anno e della carriera, battendo Katarina Srebotnik 2-6, 6-4, 6-3.
Il 17 febbraio 2008, si ritira in finale a Vina del Mar contro Flavia Pennetta, quando già era sotto 6-4, 5-4. Nel 2010 perde altre due finali: la prima a Copenaghen contro Caroline Wozniacki 6-2, 7-6, la seconda a Seoul contro Alisa Klejbanova 6-1, 6-3. A Wimbledon 2010, raggiunge gli ottavi, ma viene battuta da Kaia Kanepi in due set. Nel 2012, ha raggiunto gli ottavi di finale al Roland Garros, battendo in sequenza Lesja Curenko 6-2, 6-1, la testa di serie nº 16 Marija Kirilenko 6-4, 3-6, 6-3, la testa di serie nº 22 Anastasija Pavljučenkova 6-3, 7-5, prima di venire sconfitta da Marija Šarapova 4-6, 7-6, 6-2. La ceca è stata l'unica a strappare un set alla Sharapova, che si è poi aggiudicata il torneo sbarazzandosi delle sue avversarie.
Il 6 gennaio 2013, perde la finale a Shenzhen contro Li Na, in tre combattuti set 6-3, 1-6, 7-5. Il 15 aprile 2013, migliora il suo best-ranking in carriera piazzandosi al numero 20 della classifica WTA. Klara inizia il 2014 non riuscendo a riconfermare i punti della finale raggiunta l'anno prima a Shenzhen fermandosi al secondo turno dello stesso torneo sconfitta 7–6(2), 6-4 dalla austriaca Patricia Mayr-Achleitner dopo aver sconfitto al primo turno la croata Donna Vekić 6-3, 7-5. Vince qui però il terzo titolo di doppio in carriera in coppia con Monica Niculescu battendo in finale la coppia delle gemelle ucraine Ljudmyla e Nadežda Kičenok per 6-3, 6-4.
La settimana seguente raggiunge la finale a Hobart (dove è testa di serie numero sette del tabellone) battendo nell'ordine Yvonne Meusburger (7-5, 6-2), Shuai Zhang (6-1, 6-2), Alison Riske (6-4, 7-5), Samantha Stosur (6-3, 6-2), vedendo poi sfumare il terzo titolo della sua carriera perdendo dalla promessa spagnola Garbiñe Muguruza Blanco 6-4, 6-0 in un match totalmente dominato dall'iberica. In coppia con la romena Monica Niculescu vince il secondo titolo consecutivo di doppio per 6-2, 6(5)–7, 10-8 contro la coppia numero due del main draw formata dalla americana Lisa Raymond e dalla cinese Shuai Zhang
Agli Australian Open 2014 si ferma al primo turno sconfitta da Samantha Stosur (battuta dalla ceca la settimana precedente in semifinale ad Hobart) in due set 6-3, 6-4. Klara partecipa al torneo di Parigi dove si ferma agli ottavi sconfitta da Angelique Kerber per 6-2 7-5. La Zakopalova raggiunge la seconda finale dell'anno a Rio de Janeiro venendo anche in questo caso dalla giapponese Nara. A distanza di quasi 9 anni, arriva la vittoria in un torneo WTA a Florianópolis battendo in finale la Muguruza per 4-6 7-5 6-0 (dopo essere stata a un game dalla sconfitta sul 4-6, 2-5 e aver reagito splendidamente con una striscia di 11 game consecutivi che le hanno consegnato la vittoria). A gennaio si era proposta la stessa finale a Hobart dove però, in quel caso, fu la Muguruza a vincere.

## Curiosità
- Ha partecipato a dodici edizioni degli US Open ma senza mai superare il primo turno.

## Statistiche

### Singolare

#### Vittorie (3)
| Legenda: Prima del 2009 | Legenda: Dal 2009     |
| ----------------------- | --------------------- |
| Grande Slam (0)         |                       |
| WTA Finals (0)          |                       |
| Tier I (0)              | Premier Mandatory (0) |
| Tier II (0)             | Premier 5 (0)         |
| Tier III (1)            | Premier (0)           |
| Tier IV (1)             | International (1)     |
| Tier V (0)              | International (1)     |

| N. | Data              | Torneo                               | Superficie | Avversaria in finale    | Punteggio     |
| 1. | 18 giugno 2005    | Ordina Open, 's-Hertogenbosch        | Erba       | Lucie Šafářová          | 3-6, 6-2, 6-2 |
| 2. | 25 settembre 2005 | Banka Koper Slovenia Open, Portorose | Cemento    | Katarina Srebotnik      | 6-2, 4-6, 6-3 |
| 3. | 1º marzo 2014     | WTA Brasil Tennis Cup, Florianópolis | Cemento    | Garbiñe Muguruza Blanco | 4-6, 7-5, 6-0 |

#### Sconfitte (12)
| Legenda: Prima del 2009 | Legenda: Dal 2009     |
| ----------------------- | --------------------- |
| Grande Slam (0)         |                       |
| WTA Finals (0)          |                       |
| Tier I (0)              | Premier Mandatory (0) |
| Tier II (0)             | Premier 5 (0)         |
| Tier III (4)            | Premier (0)           |
| Tier IV (1)             | International (5)     |
| Tier V (2)              | International (5)     |

| N.  | Data              | Torneo                                       | Superficie    | Avversaria in finale    | Punteggio     |
| 1.  | 20 maggio 2001    | Belgian Open, Anversa                        | Terra rossa   | Barbara Rittner         | 3-6, 2-6      |
| 2.  | 14 luglio 2002    | African Open, Casablanca                     | Terra rossa   | Patricia Wartusch       | 7-5, 3-6, 3-6 |
| 3.  | 2 agosto 2003     | Orange Prokom Open, Sopot                    | Terra rossa   | Anna Smashnova          | 2-6, 0-6      |
| 4.  | 19 giugno 2004    | Ordina Open, 's-Hertogenbosch                | Erba          | Mary Pierce             | 6(6)-7, 2-6   |
| 5.  | 14 agosto 2004    | Orange Warsaw Open, Sopot (2)                | Terra rossa   | Flavia Pennetta         | 5-7, 6-3, 3-6 |
| 6.  | 24 luglio 2005    | Internazionali Femminili di Palermo, Palermo | Terra rossa   | Anabel Medina Garrigues | 4-6, 0-6      |
| 7.  | 17 febbraio 2008  | Cachantún Cup, Viña del Mar                  | Terra rossa   | Flavia Pennetta         | 4-6, 4-5 rit  |
| 8.  | 8 agosto 2010     | Danish Open, Copenaghen                      | Sintetico (i) | Caroline Wozniacki      | 2-6, 6(5)-7   |
| 9.  | 26 settembre 2010 | Hansol Korea Open, Seul                      | Cemento       | Alisa Klejbanova        | 1-6, 3-6      |
| 10. | 5 gennaio 2013    | Shenzhen Open, Shenzhen                      | Cemento       | Li Na                   | 3-6, 6-1, 5-7 |
| 11. | 11 gennaio 2014   | Moorilla Hobart International, Hobart        | Cemento       | Garbiñe Muguruza Blanco | 4-6, 0-6      |
| 12. | 23 febbraio 2014  | Rio Open, Rio de Janeiro                     | Terra rossa   | Kurumi Nara             | 1-6, 6-4, 1-6 |

### Doppio

#### Vittorie (4)
| Legenda               |
| --------------------- |
| Grande Slam (0)       |
| WTA Finals (0)        |
| Premier Mandatory (0) |
| Premier 5 (0)         |
| Premier (0)           |
| International (4)     |

| N. | Data            | Torneo                                | Superficie  | Compagna                   | Avversarie in finale               | Punteggio           |
| 1. | 18 giugno 2011  | UNICEF Open, 's-Hertogenbosch         | Erba        | Barbora Záhlavová-Strýcová | Dominika Cibulková Flavia Pennetta | 1-6, 6-4, [10–7]    |
| 2. | 21 luglio 2013  | Swedish Open, Båstad                  | Terra rossa | Anabel Medina Garrigues    | Alexandra Dulgheru Flavia Pennetta | 6-1, 6-4            |
| 3. | 4 gennaio 2014  | Shenzhen Open, Shenzhen               | Cemento     | Monica Niculescu           | Ljudmyla Kičenok Nadežda Kičenok   | 6-3, 6-4            |
| 4. | 11 gennaio 2014 | Moorilla Hobart International, Hobart | Cemento     | Monica Niculescu           | Lisa Raymond Zhang Shuai           | 6-2, 6(5)-7, [10-8] |

#### Sconfitte (6)
| Legenda: Prima del 2009 | Legenda: Dal 2009     |
| ----------------------- | --------------------- |
| Grande Slam (0)         |                       |
| WTA Finals (0)          |                       |
| Tier I (0)              | Premier Mandatory (0) |
| Tier II (0)             | Premier 5 (0)         |
| Tier III (1)            | Premier (2)           |
| Tier IV (0)             | International (3)     |
| Tier V (0)              | International (3)     |

| N. | Data              | Torneo                                       | Superficie    | Compagna           | Avversarie in finale                  | Punteggio        |
| 1. | 17 settembre 2001 | Bell Challenge, Québec                       | Sintetico (i) | Alena Vašková      | Samantha Reeves Adriana Serra Zanetti | 5-7, 6-4, 3-6    |
| 2. | 25 luglio 2009    | Banka Koper Slovenia Open, Portorose         | Cemento       | Camille Pin        | Julia Görges Vladimíra Uhlířová       | 4-6, 2-6         |
| 3. | 24 ottobre 2009   | Kremlin Cup, Mosca                           | Cemento (i)   | Marija Kondrat'eva | Marija Kirilenko Nadia Petrova        | 2-6, 2-6         |
| 4. | 16 luglio 2011    | Internazionali Femminili di Palermo, Palermo | Terra rossa   | Andrea Hlaváčková  | Sara Errani Roberta Vinci             | 5-7, 1-6         |
| 5. | 22 giugno 2013    | AEGON International, Eastbourne              | Erba          | Monica Niculescu   | Nadia Petrova Katarina Srebotnik      | 3-6, 3-6         |
| 6. | 13 aprile 2014    | BNP Paribas Katowice Open, Katowice          | Cemento (i)   | Monica Niculescu   | Julija Bejhel'zymer Ol'ga Savčuk      | 4-6, 7-5, [7-10] |

## Risultati in progressione
| Sigla | Risultato               |
| ----- | ----------------------- |
| V     | Vincitore               |
| F     | Finalista               |
| SF    | Semifinalista           |
| O     | Oro olimpico            |
| A     | Argento olimpico        |
| SF    | Bronzo olimpico         |
| QF    | Quarti di Finale        |
| 4T    | Quarto turno            |
| 3T    | Terzo turno             |
| 2T    | Secondo turno           |
| 1T    | Primo turno             |
| RR    | Round Robin             |
| LQ    | Turno di qualificazione |
| A     | Assente                 |
| ND    | Non disputato           |

| Legenda superfici    |
| -------------------- |
| Cemento              |
| Terra battuta        |
| Erba                 |
| Superficie variabile |

### Singolare nei tornei del Grande Slam
| Torneo          | 2003 | 2004 | 2005 | 2006 | 2007 | 2008 | 2009 | 2010 | 2011 | 2012 | 2013 | 2014 | 2015 | 2016 | V--S  |
| --------------- | ---- | ---- | ---- | ---- | ---- | ---- | ---- | ---- | ---- | ---- | ---- | ---- | ---- | ---- | ----- |
| Australian Open | 3T   | 1T   | 2T   | 1T   | 1T   | 1T   | 1T   | 1T   | 2T   | 1T   | 2T   | 1T   | 2T   | 1T   | 6-14  |
| Open di Francia | 1T   | 2T   | 2T   | 1T   | A    | 2T   | 1T   | 2T   | 1T   | 4T   | 1T   | 1T   | 1T   | A    | 7-12  |
| Wimbledon       | 1T   | 2T   | 1T   | 1T   | A    | 1T   | 1T   | 4T   | 3T   | 3T   | 3T   | 2T   | 1T   | A    | 11-12 |
| US Open         | 1T   | 1T   | 1T   | 1T   | 1T   | 1T   | A    | 1T   | 1T   | 1T   | 1T   | 1T   | 1T   | A    | 0-12  |
| Totale          | 2-4  | 2-4  | 2-4  | 0-4  | 0-2  | 1-4  | 0-3  | 4-4  | 3-4  | 5-4  | 3-4  | 1-4  | 1-4  | 0-1  | 24-50 |

### Doppio nei tornei del Grande Slam
| Torneo          | 2005 | 2006 | 2007 | 2008 | 2009 | 2010 | 2011 | 2012 | 2013 | 2014 | 2015 | 2016 | V--S  |
| --------------- | ---- | ---- | ---- | ---- | ---- | ---- | ---- | ---- | ---- | ---- | ---- | ---- | ----- |
| Australian Open | A    | 1T   | A    | 2T   | 1T   | A    | 2T   | 1T   | 1T   | 2T   | 1T   | A    | 3-8   |
| Open di Francia | 1T   | 1T   | A    | 1T   | A    | 1T   | 2T   | 3T   | 1T   | 2T   | 1T   | A    | 4-9   |
| Wimbledon       | 1T   | 1T   | A    | 1T   | A    | 2T   | 2T   | 1T   | 1T   | 2T   | 1T   | A    | 3-10  |
| US Open         | 1T   | 1T   | 1T   | 1T   | A    | 2T   | 1T   | 2T   | 1T   | 1T   | 1T   | A    | 4-10  |
| Totale          | 0-3  | 0-4  | 0-1  | 1-4  | 0-1  | 2-3  | 3-4  | 3-4  | 0-4  | 3-4  | 0-4  | 0-0  | 14-37 |

### Doppio misto nei tornei del Grande Slam
| Torneo          | 2011 | 2012 | 2013 | 2014 |
| --------------- | ---- | ---- | ---- | ---- |
| Australian Open | A    | A    | A    | A    |
| Open di Francia | 1T   | A    | A    | A    |
| Wimbledon       | A    | A    | A    | 1T   |
| US Open         | A    | A    | A    | 1T   |

## Vittorie contro giocatrici Top 10
| Stagione | 2003 | 2004 | 2005 | 2006 | 2007 | 2008 | 2009 | 2010 | 2011 | Totale |
| Vittorie | 1    | 0    | 0    | 0    | 0    | 0    | 1    | 2    | 1    | 5      |

| #    | Giocatrice      | Ranking | Evento                                | Superficie  | Turno | Punteggio        | Rank. KKR |
| ---- | --------------- | ------- | ------------------------------------- | ----------- | ----- | ---------------- | --------- |
| 2003 |                 |         |                                       |             |       |                  |           |
| 1.   | Monica Seles    | 7       | Australian Open, Melbourne            | Cemento     | 2T    | 6(6)-7, 7-5, 6-3 | 113       |
| 2009 |                 |         |                                       |             |       |                  |           |
| 2.   | Serena Williams | 1       | Andalucia Tennis Experience, Marbella | Terra rossa | 1T    | 6-4, 3-6, 6-1    | 95        |
| 2010 |                 |         |                                       |             |       |                  |           |
| 3.   | Dinara Safina   | 5       | Madrid Open, Madrid                   | Terra rossa | 1T    | 7-6(1), 7-6(3)   | 88        |
| 4.   | Flavia Pennetta | 10      | Torneo di Wimbledon, Londra           | Erba        | 3T    | 6-2, 6-3         | 66        |
| 2011 |                 |         |                                       |             |       |                  |           |
| 5.   | Li Na           | 7       | Qatar Ladies Open, Doha               | Cemento     | 2T    | 6-2, 6-1         | 33        |